# أبراج سايتون
أبراج سايتون هو مشروع ناطحة سحاب متعدد الاستخدامات، مُخطط له، ويتألف من ثلاثة أبراج، كل منها بارتفاع 35 طابقًا، في نيروبي، عاصمة كينيا وأكبر مدنها. يستهدف المشروع الطبقة المتوسطة العليا، والمنظمات غير الحكومية، والبعثات الدبلوماسية.

## الموقع
سيُقام مجمّع ناطحات السحاب في الزاوية الجنوبية الشرقية لتقاطع طريق Elgeyo Marakwet مع طريق Argwings Kodhek، على قطعة أرض تبلغ مساحتها 4 أفدنة (ما يعادل 16,000 متر مربع)، في حي كليماني بمدينة نيروبي، وذلك على بُعد نحو 7 كيلومترات (4 أميال) غرب وسط المدينة عبر الطريق البري.
الإحداثيات الجغرافية للمشروع المقترح هي:
خط العرض: -1.292778، وخط الطول: 36.779722
(01°17'34.0" جنوبًا، 36°46'47.0" شرقًا).

## ملخص
هذا المشروع مملوك لشركة سايتون لإدارة الاستثمارات المحدودة، وهي شركة استثمارية خاصة. يتكون المشروع من ثلاثة أبراج، أطولها بارتفاع 35 طابقًا. سيضم المشروع 180 غرفة فندقية، و160 شقة فندقية، وشقق دوبلكس بثلاث غرف نوم، وأجنحة بنتهاوس. تبلغ مساحته الإجمالية 174,139 قدم مربع (16,178.0 م2) من المساحات المكتبية والتجارية القابلة للتأجير، موزعة على 30 طابقًا. كما أنه يوجد ثلاثة طوابق سفلية تتسع لـ 1500 مركبة متوقفة. حيث يهدف التطوير متعدد الاستخدامات إلى تلبية الطلب على المساكن الفاخرة ومساحات المكاتب التجارية الراقية والفنادق وأماكن المؤتمرات. ومن المتوقع أن يستضيف مطعمًا في جسر سماوي وقاعة رقص وناديًا للياقة البدنية ومنصة مراقبة.

## البناء
تبلغ التكلفة التقديرية للبناء 20 مليار شلن كيني (ما يعادل حوالي 200 مليون دولار أمريكي). ويشمل ذلك 1.5 مليار شلن كيني (ما يعادل حوالي 15 مليون دولار أمريكي) استُخدمت لشراء الأرض. ومن المتوقع أن يبدأ البناء في نوفمبر 2018 ويستمر حتى ديسمبر 2022.